# Myopsyche notoplagia
Myopsyche notoplagia là một loài bướm đêm thuộc phân họ Arctiinae, họ Erebidae.